# La Revanche des mortes vivantes
Pour plus de détails, voir Fiche technique et Distribution.
La Revanche des mortes vivantes (The Revenge of the Living Dead Girls) est un film français réalisé par Pierre B. Reinhard en 1987.

## Synopsis
Un conducteur de camion-citerne contenant du lait prend en stop Sonia, une jeune fille peu farouche. Il s’arrête avec elle dans un moulin abandonné et un complice de cette dernière (qui en fait est une prostituée en mission) en profite pour verser dans la citerne un produit toxique. Très vite, trois jeunes femmes qui ont consommé ce lait contaminé meurent instantanément. On apprend que cette manœuvre est orchestrée par Brigitte, la secrétaire d'Alphan, le patron de l'usine de lait O.K.F., afin de le faire chanter. De mèche avec une autre prostituée, elle filme les ébats d'Alphan préalablement drogué. Parallèlement, Alphan confie l'évacuation de ses déchets toxiques à Nimier, un aventurier sans scrupule. Celui-ci déverse le produit dans le cimetière local, le liquide se répand dans le sol et atteint les tombes des trois jeunes victimes qui se transforment en mortes-vivantes. Celles-ci vont s'efforcer d’éliminer les uns après les autres tous ceux qui, de près ou de loin, ont contribué à leur mort. Succomberont ainsi successivement : l'épouse d'Alphan (aveuglée), Nimier (émasculé), Alphan (noyé), Sonia (transpercé par le sexe), puis l'homme qui a contaminé la citerne. Le patron d'O.K.F. en Allemagne, qui a convoqué Alphan pour obtenir des explications sur tous ces désordres, délègue en France une inspectrice pour mener une enquête. Les mortes-vivantes se font prendre en voiture par Brigitte, la secrétaire d'Alphan mais ne peuvent passer les barrages de gendarmerie. Dans une tentative désespérée, la voiture se renverse, et un artificier l'enflamme à l'aide d'une grenade.

## Fiche technique
- Titre : La Revanche des mortes vivantes
- Réalisation : Pierre B. Reinhard (crédité sous le pseudonyme de « Peter B. Harsone »[1])
- Scénario : Jean-Claude Roy (crédité sous le pseudonyme de « John King »[1]), Jean-Philippe Berger et Edgar Wallace
- Photographie : Henry Frogers
- Musique : Christopher Ried
- Effets Spéciaux : Benoît Lestang.
- Production : Samouraï Films
- Pays de production : France
- Format : Couleurs
- Genre : horreur, gore, érotique
- Durée : 
  - France : 76 minutes
  - Canada : 82 minutes (version longue)[2]
- Date de sortie : 
  - France : 16 septembre 1987
- Film interdit aux moins de 13 ans lors de sa sortie en salle.
- Film interdit aux moins de 16 ans de nos jours

## Distribution
- Cornélia Wilms : Ingrid Schwartz, chargé de mission par la maison mère auprès de la filiale française D'O.K.F
- Kathryn Charly :
- Anthea Wyler : Brigitte, la secrétaire de Jacques Alphan
- Véronique Catanzaro : Jocelyne, la seconde victime
- Sylvie Novak
- Laurence Mercier : La femme de Jacques Alphan
- Patrick Guillemin : Jacques Alphan, le responsable de l'usine française O.K.F
- Gabor Rassov
- Christina Schmidt
- Georges Lucas : Le gardien du cimetière
- André Kay : Le camionneur
- Michel Tugot-Doris : L'artificier
- Sylvain Salnave : Le patron du bistrot
- Daniel Breton (non crédité) : le motard empoisonneur
- Laura Clair (non créditée) : Sonia, la première prostituée

## Autour du film
- Le DVD sorti en 2008 chez Neo Publishing présente dans ses bonus une explication rationnelle au récit : Les trois mortes vivantes n'ont jamais été mortes mais ont joué ce rôle afin de semer la terreur et de servir de complices à Brigitte, la secrétaire de Jacques Alphan, laquelle a monté toute l’histoire. Il ne s'agit pas d'une fin alternative mais d'une séquence non retenue au montage, maintenant le film dans un registre purement fantastique. Certaines copies VHS comprenant cet épilogue explicatif ont toutefois été ponctuellement commercialisées au début des années 1990.
- La Revanche des mortes vivantes est le seul film répertorié d'Anthea Wyler qui joue le principal rôle féminin du film. Elle est aujourd'hui artiste-peintre.
- La Revanche des mortes vivantes est le seul film d’horreur de Pierre B. Reinhard. Celui-ci a surtout réalisé des films érotiques et pornographiques sous ce nom et sous divers pseudonymes (Mike Strong).
- Les noms de certains des acteurs du film sont régulièrement au générique des films pornographiques de cette époque tels André Kay ou Laura Clair.
- Le film a été tourné à La Ferté Bernard, (Sarthe). L'entreprise Lebranchu (aujourd'hui Sofedit-Gestamp) au Theil sur Huisne a servi au tournage de toutes les scènes se déroulant dans l'entreprise fictive OKS. L'extérieur de l'église St Nicolas de Mamers, le cimetière de Préval, plusieurs rues du Theil sur Huisne dont la sortie de l'usine Lebranchu ont également servi au tournage.
- Disposant d'un budget maquillage plus que restreint, le responsable des effets spéciaux Benoît Lestang fut contraint à n'accompagner les trois masques des mortes-vivantes que d'une unique paire de gants d'aspect décharné, par conséquent réservée à une seule des actrices grimées.
- En 2019 Le Chat qui fume sort une édition Blu/Ray avec des heures de bonus inédits.